# Amy
Az Amy női név, mely több keresztnév önállósult, becézett formája. 
Származási helye vitatott. Egyes vélemények szerint Dél-Amerika, és jelentése: szeretet, a szerelem. Más vélemény szerint az ősi francia Aimée névből eredeztethető, a francia „szeretni” igéből származik, és jelentése „szeretett”. Megint más vélemény szerint angol eredetű, és az Amelie rövidített formája.
Magyar megfelelője az Amália. A név Amy alakban Magyarországon nem anyakönyvezhető. 
A kutyanév lexikonban a választható nevek között szerepel.

## Változatai
Aimy, Amia, Amie, Aimée, Emi, Emie.

## Névnapok
Ajánlott névnapok:
- február 20.
- november 21.

## Híres Amyk
- Amy Lynn Lee - amerikai énekesnő
- Károlyi Amy – költőnő, Weöres Sándor felesége.
- Amy Adams - amerikai színésznő
- Amy Winehouse - brit énekesnő
- Amy Smart - amerikai színésznő
- Amy Grant - amerikai énekesnő

## További keresztnevek
- Magyar névnapok listája dátum szerint
- Magyar névnapok listája betűrendben